# Бородулин, Михаил Ильич
Михаи́л Ильи́ч Бороду́лин (8 июля 1967, Усть-Каменогорск — 22 декабря 2003, Магнитогорск, Челябинская область) — советский, казахстанский, российский хоккеист, нападающий.

## Биография
Сын Ильи Васильевича Бородулина — многолетнего председателя Клуба любителей хоккея города Усть-Каменогорска и младший брат хоккеиста, вратаря Владимира Бородулина. Воспитанник усть-каменогорского хоккея, первый тренер — Владимир Решетников. До 1994 года выступал за усть-каменогорское «Торпедо», затем перешёл в магнитогорский «Металлург», где в конце 1990-х стал одним из лидеров и был капитаном команды. Стал чемпионом России и выиграл Евролигу. Был в составе сборной Казахстана, вышедшей в четвертьфинал зимней Олимпиады-1998 в Нагано (Япония).
Карьеру хоккеиста закончил в 2000 году, после чего занялся бизнесом.
Скончался от рака легких в декабре 2003 года. Похоронен в Магнитогорске на Правобережном кладбище.

## Достижения
- 1993: Чемпион Казахстана
- 1994: Чемпион Казахстана
- 1995: Бронзовый призёр чемпионата России.
- 1998: Четвертьфиналист зимних Олимпийских игр в Нагано (Япония) в составе сборной Казахстана.
- 1998: Вице-чемпион России и обладатель Кубка России.
- 1999: Чемпион России и чемпион Евролиги.